# Ahmadábád
Ahmadábád (Amdávád) (anglicky: Ahmedabad, gudžarátsky:અમદાવાદ Amdāvād, hindsky: अहमदाबाद  výslovnost) je největší město státu Gudžarát. Leží na březích řeky Sabarmatí a patří k jedné z největších městských aglomerací v Indii s populací přes 5,2 miliónu obyvatel (52 lakhů). V letech 1960 – 1970 byl hlavním městem státu Gudžarát, následně bylo hlavní město přesunuto do Gándhínagaru. V hovorové gudžarátštině se nazývá Amdávád. Historické jádro města je od roku 2017 součástí světového kulturního dědictví UNESCO.

## Historie
Ahmadábád založil roku 1411 sultán Ahmad Šáh přímo plánovitě jako hlavní město sultanátu Gudžará a město dnes nese jeho jméno. K prudkému rozvoji města došlo za doby britské nadvlády, kdy byly v Ahmadábádu umístěny vojenské kasárny. V té době byl Ahmadábád začleněn do bombajské správy, ale i tak zůstal nejdůležitějším městem Gudžarátu. K rozvoji významně přispěl rozmach textilního průmyslu, v té době si Gudžarát vysloužil označení „Manchester východu“. V první polovině 20. století se město stalo jedním z center indického hnutí za nezávislost, bylo místem mnoha kampaní a projevů občanské neposlušnosti za účelem získání občanských práv a politické nezávislosti.
Se vznikem státu Gudžarát získal Ahmadábád prominentní postavení jako politické i finanční centrum státu. Dřívější prašné cesty získaly pevný povrch a zmizela i velká část slumů (které jsou ale zvláště dále od centra časté).
1. května 1960 se Ahmadábád stal hlavním městem státu Gudžarát, důvodem bylo oddělení od státu Bombej. Během následujícího období vzniklo ve městě mnoho vzdělávacích i výzkumných institucí.
V posledních letech stihly Ahmadábád tři pohromy. 26. ledna 2001 jí bylo ničivé zemětřesení o síle 6,9 Richterovy stupnice. Zřítilo se asi 50 vícepatrových budov, pod nimiž zahynulo 752 lidí.
Následující rok vypukly velké nepokoje mezi hinduisty a muslimy, které paralyzovaly život ve městě na déle než měsíc. Zahynulo při nich více než 1000 lidí (oficiálně 790 muslimů a 254 Hindů) a více než 150 000 obyvatel uprchlo ze svých domovů.
Třetím byl teroristický útok 26. července 2008. Bylo při něm odpáleno na 17 náloží, které zabily 56 lidí a na 200 zranily. K útoku se přihlásily dvě skupiny, Indičtí mudžahedíni a muslimská militantní organizace Harkat-ul-Jihad-al-Islami.

## Zajímavá místa

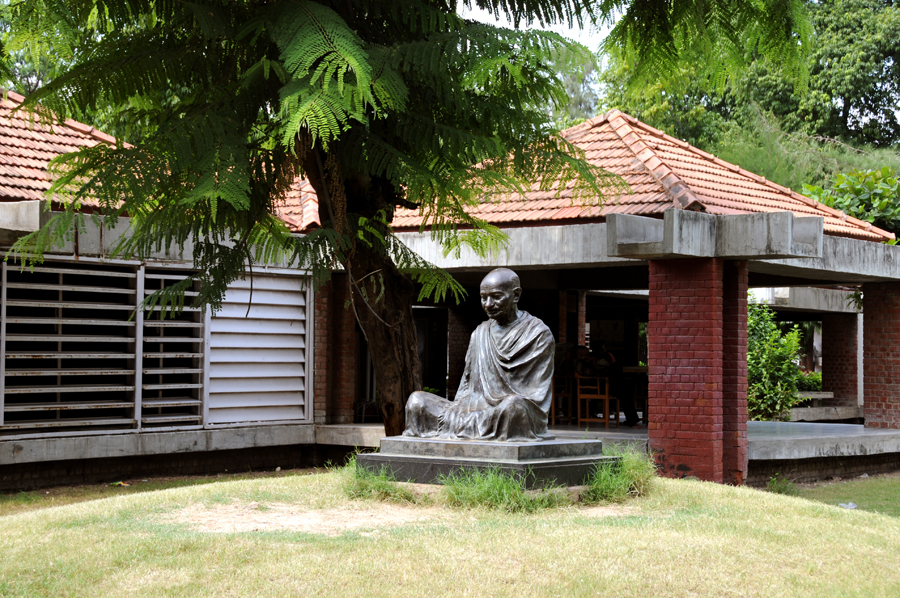
Sabarmatí ášram, domov Mahátmy Gándhího

### Sabarmatí ášram
Také známý jako Gándhího ášram, Haridžan ášram nebo Satjagraha ášram leží na předměstí Ahmadábádu na břehu řeky Sabarmatí, asi 6 km od městské radnice. Tento ášram byl jedním z míst, kde žil Mohandas Karamchand Gándhí. Místo bylo indickou vládou přestavěno na národní památník. Z tohoto ášramu vyrazil 12. března 1930 Gándhí se svými 78 společníky na svůj protestní pochod proti britskému Solnému zákonu, který uvalil na indickou sůl tak vysokou daň, aby byla v Indii dražší než sůl britská. Tento pochod pozvedl indické masy k velkým protestům, na které Britové reagovali uvězněním 60 000 Indů.

### Šri Svámínárájan Mandir
Je prvním chrámem hindské sekty Svámínárájan Sampradaj. Byl postaven podle instrukcí zakladatele sekty, Svámínárájana, v 19. století. Stavba je velmi bohatě vyzdobena zelenými a žlutými soškami hinduistických bohů a bohyň, všechny postavy jsou zobrazeny v přepychových šatech. Chrám přitahuje mnoho lidí, hinduistů i turistů a zejména o svátky Diwali bývá naplněn k prasknutí. Součástí chrámu je i několikapatrová ubytovna a také lékařská klinika.

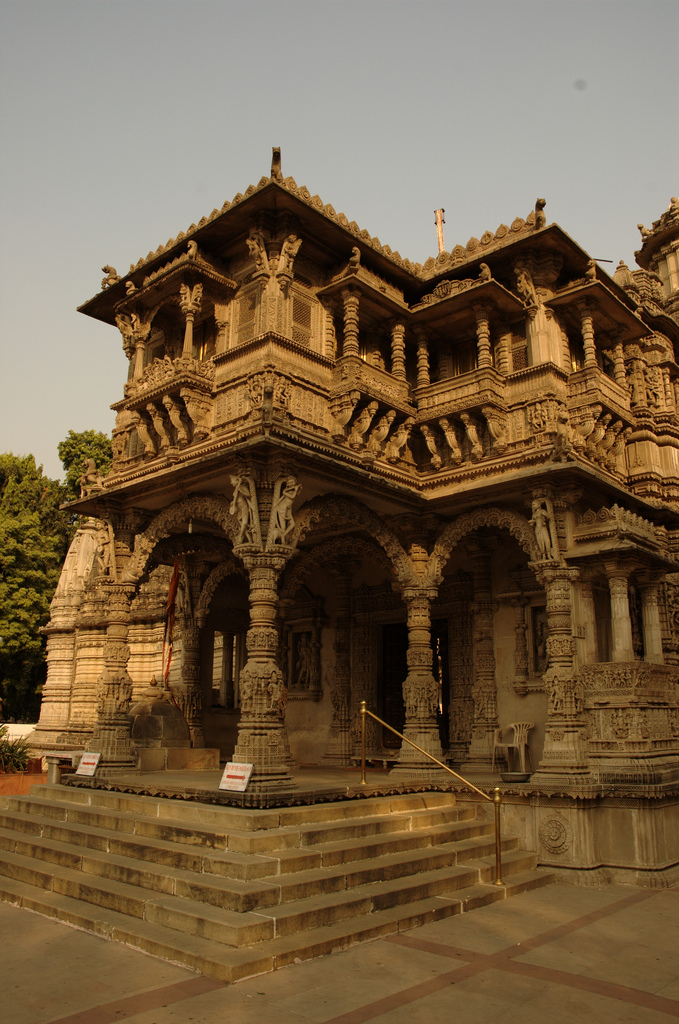
Chrám Hatseesing patří k nejkrásnějším v Ahmadábádu

### Hatheesing
Chrám džinistické sekty, který upoutá především velmi složitě vytesané výzdoby na stěnách a rozhodně patří k nejkrásnějším džinistickým chrámům v Ahmadábádu. Byl postaven v 19. století bohatým džinistickým obchodníkem a chrám je zasvěcen Dharmanáthovi, což byl v 15. století žijící tírthankar (člověk, který uchovává osvícení – dokonalé znalosti skrze asketismus a který se stal duchovním vůdcem).

## Partnerská města
- Astrachaň, Rusko

- Columbus, Ohio, Spojené státy americké (2008)
- Jersey City, New Jersey, Spojené státy americké (1994)
- Kanton, Čína (září 2014)
- Port Louis, Mauricius
- Ulsan, Jižní Korea